# Madarcos
Madarcos ist eine Gemeinde (municipio) in der Comarca Sierra Norte in der Provinz und Autonome Gemeinschaft de Madrid.
Madarcos ist die kleinste selbständige Gemeinde der Autonomen Gemeinschaft Madrid.

## Geographie

### Geographische Lage
Madarcos befindet sich an den Ausläufern der Sierra de Somosierra – dem östlichsten Teil der Sierra de Guadarrama am Fuße des Hügels Majada de la Peña. Östlich des Ortes fließt der Fluss Madarquillos.

## Bevölkerung
| Jahr      | 1991 | 1996 | 2001 | 2004 |
| --------- | ---- | ---- | ---- | ---- |
| Einwohner | 29   | 36   | 23   | 31   |